# Alfred Sharpe
Alfred Sharpe (1853—1935) foi administrador no Império Britânico e governador da África Oriental Britânica.